# Charles Berlitz
Charles Frambach Berlitz (New York, 20 novembre 1914 – Tamarac, 18 dicembre 2003) è stato uno scrittore statunitense.
È noto per i suoi controversi best seller di divulgazione misteriologica e "archeologia misteriosa".
Berlitz spese 13 anni della sua vita facendo parte della U.S. Army per lo più nel settore dell'intelligence. Nel 1950 sposò Valerie Seary con cui ebbe una figlia, Lynn. Morì nel 2003 all'età di 89 anni all'Ospedale universitario di Tamarac, Florida.

## Biografia
Nipote di Maximilian Berlitz, fondatore della celeberrima scuola di lingue Berlitz, studiò all'Università di Yale e fu un brillante linguista (parlava venticinque lingue diverse). Fin da piccolo Charles è cresciuto (per volontà del padre) con parenti e domestici che gli parlavano in lingue diverse: quando raggiunse l'adolescenza riusciva a parlare fluentemente già otto lingue. Da adulto richiama la delusione infantile di non aver una lingua nativa come tutte le altre persone. Suo padre gli parlava in tedesco, suo nonno gli parlava in russo e la sua tata in spagnolo.
Iniziò a lavorare per la scuola di lingue familiare, la Berlitz, nei periodi in cui non era al college; si laureò magna cum laude a Yale.
La casa editrice di cui era vice presidente vendette, oltre ad altre cose, frasari turistici e dizionari tascabili, molti dei quali furono scritti da lui.
Svolse inoltre un ruolo chiave nella pubblicazione di corsi di lingue registrati su cassetta. Lasciò la compagnia nel tardo 1960, non molto tempo dopo aver venduto la compagnia alla casa editrice Collier Macmillan.
Berlitz ha scritto di libri riguardanti fenomeni paranormali o anomali. Scrisse, ad esempio, molti libri su Atlantide. Nel suo libro The Mystery of Atlantis, ha usato prove come studi fisici e geografici, letteratura classica, tradizioni tribali e prove archeologiche per dimostrare che Atlantide era reale. Berlitz collegò inoltre il triangolo delle Bermude ad Atlantide; egli dichiarava che Atlantide si trovava sotto il livello del mare nel triangolo delle Bermude. Berlitz era inoltre un sostenitore della teoria degli antichi astronauti e credeva che gli extraterrestri avessero visitato la terra anche in epoche remote.
Il suo primo libro di successo, tradotto in numerose lingue e tuttora pubblicato nel mondo, è stato Bermuda: il triangolo maledetto (The Bermuda Triangle) del 1974. Con esso Berlitz rese popolare la zona del Triangolo delle Bermude mettendolo in relazione ad ipotetici fenomeni paranormali e UFO. Le teorie di Berlitz, pur avendo avuto vasta eco di pubblico e di vendite, sono state oggetto di critiche e non sono accettate in ambito scientifico e accademico, facendole ricadere nella pseudoscienza.

## Opere tradotte in lingua italiana
- Bermuda: il triangolo maledetto [The Bermuda Triangle], Milano, Sperling & Kupfer, 1976  [1974], SBN TO01602413.
- Il mistero dell'Atlantide [The Mystery of Atlantis], Milano, Sperling & Kupfer, 1976  [1969], SBN RAV0221975.
- I misteri dei mondi perduti [Mysteries from Forgotten Worlds], con fotografie, disegni e relazioni su scavi archeologici di J. Manson Valentine, Milano, Sperling & Kupfer, 1977  [1972], SBN SBL0169439.
- Senza traccia [Without a Trace], collaborazione di J. Manson Valentine, Milano, Sperling & Kupfer, 1978  [1977], SBN UBO2042926.
- Charles Berlitz e William L. Moore, Esperimento Filadelfia: l'incredibile resoconto di un progetto scientifico ai limiti dell'impossibile [The Philadelphia Experiment: Project Invisibility], traduzione di Daniela Origlia, Milano, Sonzogno, 1979  [1979], SBN MOD0068348.
- Charles Berlitz e William L. Moore, Accadde a Roswell [The Roswell Incident], Milano, Sperling & Kupfer, 1981  [1980], ISBN 88-200-0190-X.
- 1999: l'anno dell'apocalisse [Doomsday 1999 A.D.], collaborazione, cartine e disegni di J. Manson Valentine, Milano, A. Mondadori, 1982  [1981], SBN RAV0156795.
- Atlantide: l'ottavo continente [Atlantis: the Eighth Continent], Roma, Edizioni Mediterranee, 1984  [1984], SBN CFI0079997.
- La nave perduta di Noè: alla ricerca dell'arca sul monte Ararat [The Lost Ship of Noah: in Search of the Ark at Ararat], traduzione di Giorgio Arduin, Milano, Sperling & Kupfer, 1988  [1987], ISBN 88-200-0747-9.
- Il libro dei fatti incredibili ma veri [World of Strange Phenomena], traduzione di Andrea D'Anna, Milano, Rizzoli, 1989  [1988], ISBN 88-17-53019-0.
- Il triangolo del drago [The Dragon's Triangle], traduzione di Giorgio Arduin, Milano, Sperling & Kupfer, 1990  [1989], ISBN 88-200-1061-5.